# 沃里斯 (新澤西州)
沃里斯（英語：Voorhees）是位於美國新澤西州薩默塞特縣的普查規定居民點。

## 人口
根據2020年美國人口普查的數據，沃里斯的面積為1.86平方千米，皆為陸地。當地共有人口1517人，而人口密度為每平方千米815.59人。